# Dayoubsi
Dayoubsi est une localité située dans le département de Komsilga de la province du Kadiogo dans la région Centre au Burkina Faso. En 2006, cette localité comptait 376 habitants dont 49,5 % de femmes.

## Santé et éducation
Dayoubsi accueille un centre de santé et de promotion sociale (CSPS) tandis que le centre médical avec antenne chirurgicale (CMA) du secteur se trouve à Pissy, quartier de Ouagadougou.
Le village possède une école primaire publique.